# Trichiurus nickolensis
Trichiurus nickolensis is een straalvinnige vissensoort uit de familie van haarstaarten (Trichiuridae). De wetenschappelijke naam van de soort is voor het eerst geldig gepubliceerd in 2003 door Burhanuddin & Iwatsuki.